# Aeropuerto Hacaritama
El aeropuerto Hacaritama (código IATA HAY  , código OACI: SKAG) es un aeropuerto colombiano de carácter nacional el cual le brinda servicio a Aguachica, la segunda ciudad del departamento del Cesar.
El Aeropuerto Hacaritama posee una pequeña terminal y torre de control, prestando vuelos en la ruta Bogotá - Aguachica a través de SATENA y está siendo construido prácticamente en su totalidad para prestar servicios al Sur de Bolívar, sur del Cesar y el occidente de Norte de Santander. En un futuro tendría una pista en asfalto de 1800x45 metros y tendría dos plataformas una para el aterrizaje de helicópteros y otra para el estacionamiento de 4 aeronaves, se construiría una nueva terminal y torre de control al igual que su vía de acceso.

## Destinos
- Satena 
  - Bogotá / Terminal Puente Aéreo

- Searca 
  - Cúcuta / Aeropuerto Internacional Camilo Daza (Charters)
  - Bucaramanga / Aeropuerto Internacional Palonegro (Charters)
  - Bogotá / Aeropuerto Internacional El Dorado (Charters)

## Aeropuertos cercanos
- Ocaña: Aeropuerto Aguas Claras (30 km).
- El Banco: Aeropuerto Las Flores (91 km).
- Cúcuta: Aeropuerto Internacional Camilo Daza (130 km).
- Mompox: Aeropuerto San Bernardo (138 km).
- Bucaramanga: Aeropuerto Internacional Palonegro (139 km).
- Valledupar: Aeropuerto Alfonso López Pumarejo (240 km).

Aeródromos cercanos
- Santa Rosa del Sur: Aerodrómos Gabriel Antonio Caro.